# Niθ
Niθ（ニシー）は、元ニトロプラス社員で現在フリーの原画家、イラストレーター、キャラクター・メカニックデザイナー。兵庫県出身。

## 来歴
以前は仁NiθやNIΘのペンネームで活躍していた。サインや印刷物ではNiθ̂。
人間のみならず、メカやクリーチャーのデザインも手掛ける。女性キャラは肉感的に、男性キャラは筋肉質に描く傾向があり、独特のセンスで描かれる服の皺（特に密着して下着のラインが露わになるスカートの描写）は“にし〜皺”と呼ばれることがある。

## 作品

### ゲーム
- マブラヴ（アージュ制作、メカニックデザイン協力）
- 斬魔大聖デモンベイン
- 塵骸魔京
- マブラヴ オルタネイティヴ（アージュ制作、メカニックデザイン協力）
- 機神飛翔デモンベイン
- 続・殺戮のジャンゴ -地獄の賞金首-
- 刀剣乱舞（鬼丸国綱）

### アニメ
- 機神咆吼デモンベイン - キャラクター・メカニックデザイン原案
- ブラスレイター - キャラクター・メカニカルデザイン原案
- 百花繚乱 サムライガールズ・百花繚乱 サムライブライド - キャラクター原案
- 武装神姫 - 神姫デザイン
- ガリレイドンナ - メカニックデザイン[2]
- sin 七つの大罪 - キャラクター原案
- 七つの美徳 - キャラクター原案
- ウィザード・バリスターズ 弁魔士セシル - メカニックデザイン

### 特撮
- 仮面ライダー鎧武/ガイム - クリーチャーデザイン
- 劇場版 仮面ライダー鎧武 サッカー大決戦!黄金の果実争奪杯! - クリーチャーデザイン
- 仮面ライダー×仮面ライダー ドライブ&鎧武 MOVIE大戦フルスロットル - クリーチャーデザイン
- 鎧武/ガイム外伝 仮面ライダー斬月/仮面ライダーバロン - クリーチャーデザイン
- 鎧武/ガイム外伝 仮面ライダーデューク/仮面ライダーナックル - クリーチャーデザイン
- 仮面ライダー平成ジェネレーションズ Dr.パックマン対エグゼイド&ゴーストwithレジェンドライダー - クリーチャーデザイン
- ゴースト RE:BIRTH 仮面ライダースペクター - クリーチャーデザイン

### 小説挿絵
- 斬魔大聖デモンベイン-無垢なる刃（鋼屋ジン原作、涼風涼著、表紙絵及びカラー挿絵のみ）
- 斬魔大聖デモンベイン-魔を断つ剣（鋼屋ジン原作、涼風涼著、以下表紙絵及び挿絵全般担当）
- 斬魔大聖デモンベイン-明日への翼（鋼屋ジン原作、涼風涼著）
- 斬魔大聖デモンベイン-機神胎動（鋼屋ジン原作、古橋秀之著）
- 斬魔大聖デモンベイン-軍神強襲（鋼屋ジン原作、古橋秀之著）
- 斬魔大聖デモンベイン-ド・マリニーの時計（鋼屋ジン原作、古橋秀之著）
- 続々・殺戮のジャンゴ害伝 地獄のビッチハイカー（虚淵玄原作、佐藤大とストーリーライダーズ著）
- 百花繚乱 SAMURAI GIRLS（すずきあきら）[3]既刊16巻
- ソード＆ウィザーズ（柑橘ゆすら）既刊4巻
- デッド・エンド・リローデッド（オギャ本バブ美）既刊2巻
- 俺にはこの暗がりが心地よかった-絶望から始まる異世界生活、神の気まぐれで強制配信中-（星崎崑）既刊2巻
- 斬魔大戰デモンベイン

### 画集
- 斬魔大聖デモンベイン ビジュアルファンブック
- 機神咆吼デモンベイン Pictures Stories -公式魔導書-
- 斬魔大聖デモンベイン 原画集
- 斬魔大聖デモンベイン コンセプトワークス
- デモンベイン コンプリートイラストレーションズ
- 解體・塵骸魔京
- PORNO JESTER
- 艶姿戯画 Niθ̂ ART WORKS

### 他
- 熱風海陸ブシロード（ブロッコリー製作、メカニックデザイン）
- 対戦型ビジュアルブック　クイーンズゲイト　門を開く者アリス（ホビージャパン刊）
- 武装神姫シリーズ "プロキシマ""マリーセレス"原画デザイン
- 凍京NECRO＜トウキョウ・ネクロ＞ SUICIDE MISSION コラボキャラ "エヴァ・ロマノワ" 原画デザイン